# Ulf Sundqvist
Ulf Ludvig Sundqvist (ur. 22 lutego 1945 w Sipoo, zm. 22 kwietnia 2023 w Helsinkach) – fiński polityk i bankowiec wywodzący się ze szwedzkojęzycznej mniejszości w Finlandii, poseł do Eduskunty, minister w czterech gabinetach, w latach 1991–1993 przewodniczący Socjaldemokratycznej Partii Finlandii.

## Życiorys
Ukończył w 1966 nauki społeczne na Uniwersytecie Helsińskim. Pracował jako badacz w Svenska litteratursällskapet i Finland (towarzystwie literatury szwedzkiej w Finlandii), później jako redaktor w agencji prasowej i nauczyciel akademicki na macierzystej uczelni.
Działał w organizacjach studenckich, dołączył do Socjaldemokratycznej Partii Finlandii, wszedł w skład kierownictwa jej organizacji młodzieżowej. W latach 1969–1981 był członkiem samorządu rodzinnej miejscowości. Od 1969 do 1981 wchodził w skład komitetu swojej partii, od 1975 pełnił funkcję sekretarza. W latach 1970–1983 sprawował mandat deputowanego do Eduskunty, reprezentując okręg wyborczy Uusimaa. W randze ministra był członkiem czterech gabinetów, którymi kierowali Rafael Paasio, Kalevi Sorsa i Mauno Koivisto. Zajmował stanowisko ministra edukacji (od lutego 1972 do maja 1974 oraz od września 1974 do czerwca 1975), a także ministra handlu i przemysłu (od maja 1979 do czerwca 1981).
W pierwszej połowie lat 80. przeszedł do pracy w sektorze bankowym. Od 1982 do 1991 był prezesem banku oszczędnościowego STS-Pankki. Zasiadał w międzyczasie w kierownictwie różnych zrzeszeń i instytucji tego sektora. W 1991 powrócił do aktywności politycznej, obejmując funkcję przewodniczącego Socjaldemokratycznej Partii Finlandii. W 1993 zastąpił go jednak Paavo Lipponen. Jego rezygnacja nastąpiła wkrótce po upadku, w trakcie kryzysu bankowego, STS-Pankki, którym uprzednio zarządzał. Został później zobowiązany do pokrycia części strat poniesionych przez bank; podjęcie w 1997 przez minister finansów Arja Alho decyzji o obniżeniu tej kwoty doprowadziło do jej dymisji.
W 1993 Ulf Sundqvist zajął się prowadzeniem działalności konsultingowej.